# Lethrinops albus
Lethrinops albus är en fiskart som beskrevs av Regan 1922. Lethrinops albus ingår i släktet Lethrinops och familjen Cichlidae. IUCN kategoriserar arten globalt som livskraftig. Inga underarter finns listade i Catalogue of Life.